# Atrioventrikularni blok
Atrioventrikularni blok (AV-blok) ali preddvorno-prekatni blok je vrsta srčnega bloka, ki se pojavi, ko je oslabljen električni signal, ki potuje iz preddvorov (atrijev) oziroma zgornjih votlin srca do prekatov (ventriklov) oziroma spodnjih votlin srca. Običajno sinoatrijski vozel (SA-vozel) proizvaja električni signal za nadzor srčnega utripa. Signal potuje od SA-vozla do prekatov skozi atrioventrikularni vozel (AV-vozel). Pri AV-bloku je ta električni signal zakasnjen ali popolnoma blokiran. Ko je signal popolnoma blokiran, prekata proizvajata lasten električni signal za nadzor srčnega utripa. Srčni utrip, ki ga proizvajata prekata, je veliko počasnejši od srčnega utripa, ki ga proizvaja SA-vozel.
Nekateri AV-bloki so benigni ali normalni pri nekaterih ljudeh, na primer pri športnikih ali otrocih. Drugi bloki so patološki ali nenormalni in imajo več vzrokov, vključno z ishemijo, infarktom, fibrozo in zdravili.

## Razvrstitev
Obstajajo tri vrste ali stopnje AV-bloka: (1) prve stopnje, (2) druge stopnje in (3) tretje stopnje, pri čemer je tretja stopnja najhujša. Za razlikovanje med različnimi vrstami AV-blokov se uporablja elektrokardiogram (EKG). Vendar pa je pomembno pri diagnosticiranju AV-blokov iz EKG-ja upoštevati možnost psevdo-AV-blokov, ki so posledica prikritih veznih ekstrasistol. Pomembno je natančno diagnosticirati AV-bloke, saj lahko nepotrebna namestitev srčnega spodbujevalnika pri bolnikih s psevdo-AV-bloki poslabša simptome in povzroči zaplete.

### Atrioventrikularni blok prve stopnje
AV-blok prve stopnje se pojavi, ko pride do zakasnitve, vendar pa ne do popolne blokade prenosa električnega signala, saj se ta premika med prekatom in preddvorom skozi AV-vozel. Na EKG-ju je to definirano z intervalom PR, daljšim od 200 milisekund. Ob tem ne pride do izpuščenih ali preskočenih utripov.

### Atrioventrikularni blok druge stopnje
AV-blok druge stopnje se pojavi, ko je električni signal med prekatoma in preddvoroma še bolj oslabljen kot pri AV-bloku prve stopnje. Pri AV-bloku druge stopnje okvara povzroči neuspeh pri izvajanju utripa, kar se kaže z izpadom utripa.

#### Mobitz I
Za Mobitz I je značilen napredujoč, a reverzibilen blok AV-vozla. Na EKG-ju je to opredeljeno s postopnim podaljševanjem intervala PR in s posledično zmanjšanim utripom (interval PR postaja daljši in daljši, dokler ne pride do izpada utripa).
Nekateri bolniki so brezsimptomni; tisti, ki imajo simptome, se učinkovito odzovejo na zdravljenje. Obstaja majhno tveganje, da bi AV-blok druge stopnje Mobitz I povzročil popoln srčni blok ali srčni zastoj.

#### Mobitz II
Mobitz II povzroči nenadna nepričakovana okvara His-Purkynjevih celic pri prevajanju električnega impulza. Na EKG-ju je interval PR nespremenjen od utripa do utripa, vendar pride do nenadne okvare pri prevajanju signala do ventriklov, kar ima za posledico naključno izpuščen utrip.
Tveganja in možni učinki Mobitz II so veliko hujši kot Mobitz I, saj je tveganje za napredovanje do popolnega srčnega bloka ali asistolije pomembno zvišano.

### Atrioventrikularni blok tretje stopnje
AV-blok tretje stopnje se pojavi, ko je signal med prekatom in preddvorom popolnoma blokiran in med njima ni komunikacije. Noben od signalov iz zgornjih srčnih votlin ne pride do spodnjih. Na EKG-ju ni povezave med valovi P in kompleksi QRS, kar pomeni, da valovi P in kompleksi QRS niso v razmerju 1:1.
AV-blok tretje stopnje je najhujši izmed AV-blokov. Osebe z AV-blokom tretje stopnje potrebujejo nujno zdravljenje, najpogosteje s srčnim spodbujevalnikom.

## Etiologija
Vzrokov za AV-blok je veliko, od normalne prirojene različice do posledice srčnega infarkta.
AV-blok prve stopnje in AV-blok druge stopnje Mobitz I se pogosto smatrata za normalni benigni stanji pri ljudeh in ponavadi nista posledica resnega osnovnega stanja.
AV-blok druge stopnje Mobitz II in AV-blok tretje stopnje nista normalni različici in sta povezana z resnim osnovnim stanjem. Pogosti vzroki vključujejo ishemijo (pomanjkanje pretoka krvi in kisika v srčno mišico) ali progresivno fibrozo (prekomerno brazgotinjenje) srca. Možno je tudi, da do višje stopnje bloka pride po operaciji srca, med katero je bil kirurg v neposredni bližini električnega prevodnega sistema in ga je nenamerno poškodoval. Reverzibilni vzroki za AV-blok druge stopnje Mobitz II in AV-blok tretje stopnje vključujejo nezdravljeno boreliozo, hipotiroidizem, hiperkaliemijo (visoke ravni kalija) in toksičnost zdravil. Zdravila, ki upočasnjujejo prevajanje električnega signala skozi AV-vozel, kot so zaviralci adrenergičnih receptorjev beta, digoksin, zaviralci kalcijevih kanalčkov in amiodaron, lahko povzročijo srčni blok, če se jih jemlje v prevelikih količinah ali če so njihove ravni v krvi previsoke.

## Anatomija
Sinhronizirano krčenje srca poteka po dobro usklajeni poti električnega signala. Začetni električni signal izvira iz SA-vozla, ki se nahaja v zgornjem delu desnega preddvora. Električni signal nato potuje skozi desni in levi preddvor in povzroči, da se oba preddvora skrčita hkrati. To hkratno krčenje povzroči val P, viden na EKG-ju.
Električni signal nato potuje do AV-vozla, ki se nahaja na spodnjem delu medpreddvornega pretina (interatrijskega septuma). V AV-vozlu pride do zakasnitve električnega signala, kar omogoči krčenje preddvorov in pretok krvi iz preddvorov v prekata. Ta zakasnitev se na EKG-ju vidi med valom P in kompleksom QRS kot interval PR.
Iz AV-vozla električni signal potuje skozi Hisov snop in se razdeli na desni in levi snop, ki se nahajata znotraj medprekatnega pretina (interventrikularnega septuma). Končni električni signal potuje v Purkynjeva vlakna. Razdelitev signala na desni in levi snop ter nato na Purkynjeva vlakna omogoča hkratno depolarizacijo in kontrakcijo desnega in levega prekata. Posledica krčenja prekatov je kompleks QRS, viden na EKG-ju.
Po kontrakciji se morata prekata repolarizirati oziroma ponastaviti, da omogočita novo depolarizacijo in kontrakcijo. Repolarizacija ustvari val T v EKG-ju.

## Diagnostika
Elektrokardiogram (EKG) se uporablja za razlikovanje med različnimi vrstami AV-bloka. Pri AV-bloku pride do motenj prenosa signala, ki potuje od preddvorov do prekatov. Posledica tega so nenormalnosti v intervalu PR, pa tudi razmerje med valovi P in kompleksi QRS na EKG-ju. Če ima bolnik simptome ob sumu na AV-blok, je pomembno, da se opravi tudi EKG. Zdravniki lahko naročijo tudi neprekinjen daljši posnetek EKG-ja (imenovan Holterjev monitor, druga možnost je implantirani srčni monitor), da spremljajo bolnika glede simptomov in motenj prevajanja v daljšem časovnem obdobju, saj so AV-bloki lahko intermitentni (niso stalno prisotni).
Ker so nekatere vrste AV-bloka lahko povezane z osnovno strukturno boleznijo srca, je smiselno, da se pri bolnikih opravi tudi ultrazvočni pregled srca, s katerim se oceni njegovo delovanje.
Laboratorijska diagnostika AV-blokov vključuje pregled elektrolitov, ravni zdravil in srčnih encimov. Na podlagi kliničnega suma lahko zdravnik opravi tudi dodatne preiskave za oceno reverzibilnih vzrokov AV-bloka, kot so hipotiroidizem, revmatološke bolezni in okužbe (kot je borelioza).

## Zdravljenje
Zdravljenje je odvisno od resnosti oziroma stopnje bloka, prisotnosti simptomov in vzroka AV-bloka.
Bolniki z AV-blokom prve stopnje nimajo posledičnih resnih ali življenjsko nevarnih simptomov, kot sta simptomatska bradikardija ali hipotenzija, in zato ne potrebujejo zdravljenja.
Podobno se pri bolnikih z AV-blokom druge stopnje Mobitz I redko razvijejo življenjsko nevarni simptomi, bolniki, ki so asimptomatski, pa ne potrebujejo zdravljenja. Vendar pa lahko v nekaterih primerih bolniki z blokado Mobitz I razvijejo življenjsko nevarne simptome, ki zahtevajo posredovanje. Ti bolniki se pogosto dobro odzivajo na atropin, vendar morda potrebujejo začasno transkutano ali transvensko elektrostimulacijo, dokler simptomi ne izginejo.
Bolniki z AV-blokom druge stopnje Mobitz II in AV-blokom tretje stopnje imajo veliko večjo verjetnost simptomatske bradikardije in hemodinamske nestabilnosti, kot je hipotenzija. Poleg tega obstaja povečano tveganje, da se pri bolnikih z blokom Mobitz II razvije AV-blok tretje stopnje. Zato ti bolniki pogosto potrebujejo začasno stimulacijo s transkutanimi ali transvenoznimi žicami za stimulacijo in mnogi od njih na koncu potrebujejo vstavljen trajni srčni spodbujevalnik.
Če se ugotovi, da je srčni blok posledica reverzibilnega stanja, kot je borelioza, je treba najprej zdraviti osnovno stanje. Pogosto to vodi do razrešitve srčnega bloka in izginotja simptomov.